# Grand Prix automobile de Nice 1946
Le Grand Prix automobile de Nice 1946 (V Grand Prix de Nice) est un Grand Prix qui s'est tenu sur le circuit urbain de Nice le 22 avril 1946.

## Classement de la course
| Pos. | no | Pilote                         | Écurie                         | Châssis             | Tours | Temps/Abandon                 | Grille |
| ---- | -- | ------------------------------ | ------------------------------ | ------------------- | ----- | ----------------------------- | ------ |
| 1    | 10 | Luigi Villoresi                | Scuderia Milano                | Maserati 4CL        | 65    | 2 h 0 min 4 s 5 (104,38 km/h) | 1      |
| 2    | 4  | Raymond Sommer                 | Privé                          | Alfa Romeo Tipo 308 | 64    | + 1 tour                      |        |
| 3    | 18 | Eugène Chaboud                 | SFACS Écurie France            | Delahaye type 135 S | 61    | + 4 tours                     |        |
| 4    | 32 | Georges Grignard               | SFACS Écurie France            | Delahaye type 135 S | 59    | + 6 tours                     |        |
| 5    | 8  | Arialdo Ruggeri Franco Cortese | Privé                          | Maserati 4CL        | 58    | + 7 tours                     |        |
| 6    | 2  | Louis Chiron                   | Automobiles Talbot-Darracq SA  | Talbot-Lago T26     | 58    | + 7 tours                     |        |
| 7    | 36 | Maurice Varet                  | Privé                          | Alfa Romeo 8C 2300  | 55    | + 10 tours                    |        |
| 8    | 34 | Charles Pozzi                  | SFACS Écurie France            | Delahaye type 135 S | 51    | + 14 tours                    |        |
| 9    | 26 | Fernand Bianchi                | Privé                          | Bugatti Type 51A    | 48    | + 17 tours                    |        |
| 10   | 20 | Henri Louveau                  | Scuderia Automovilistica Milan | Maserati 6CM        | 44    | + 21 tours                    |        |
| Abd. | 22 | Pierre Levegh                  | Automobiles Talbot-Darracq SA  | Talbot-Lago 150C    | 41    | Suspension                    |        |
| Abd. | 14 | Maurice Trintignant            | Privé                          | Bugatti Type 35     | 30    | Allumage                      |        |
| Abd. | 16 | Robert Mazaud                  | Privé                          | Maserati 4CL        | 22    | Magnéto                       |        |
| Abd. | 12 | Henri Trillaud                 | SFACS Écurie France            | Delahaye type 135 S | 20    | Mécanique                     |        |
| Abd. | 40 | Harry Schell                   | Écurie Lucy O'Reilly Schell    | Maserati 6CM        | 20    | Accident                      |        |
| Abd. | 28 | « Raph »                       | Écurie Naphtra Course          | Maserati 4CL        | 15    |                               |        |
| Abd. | 24 | Marcel Balsa                   | Privé                          | Talbot-Lago 150C    | 15    |                               |        |
| Abd. | 6  | Philippe Étancelin             | Privé                          | Maserati 6CM        | 8     | Magnéto                       |        |
| Abd. | 38 | Roger Deho                     | Privé                          | Maserati 6CM        | 5     |                               |        |
| Abd. | 42 | Franco Cortese                 | Privé                          | Maserati 4CL        | 0     | Surchauffe                    |        |
| Np.  | 30 | Dioscoride Lanza               | Privé                          | Maserati 4CL        |       | Non partant                   |        |
| Np.  | 44 | Paul Friderich                 | Privé                          | Delahaye type 155   |       | Non partant                   |        |
| Np.  | 46 | Amédée Gordini                 | Équipe Gordini                 | Simca-Gordini T11   |       | Non partant                   |        |

- Légende: Abd.=Abandon - Np.=Non partant.

## Pole position et record du tour
- Pole position :  Luigi Villoresi (Maserati) en 1 min 45 s 0.
- Meilleur tour en course :  Raymond Sommer (Alfa Romeo) en 1 min 44 s 8 (110,40 km/h).